# Ворик-авеню (станція метро)

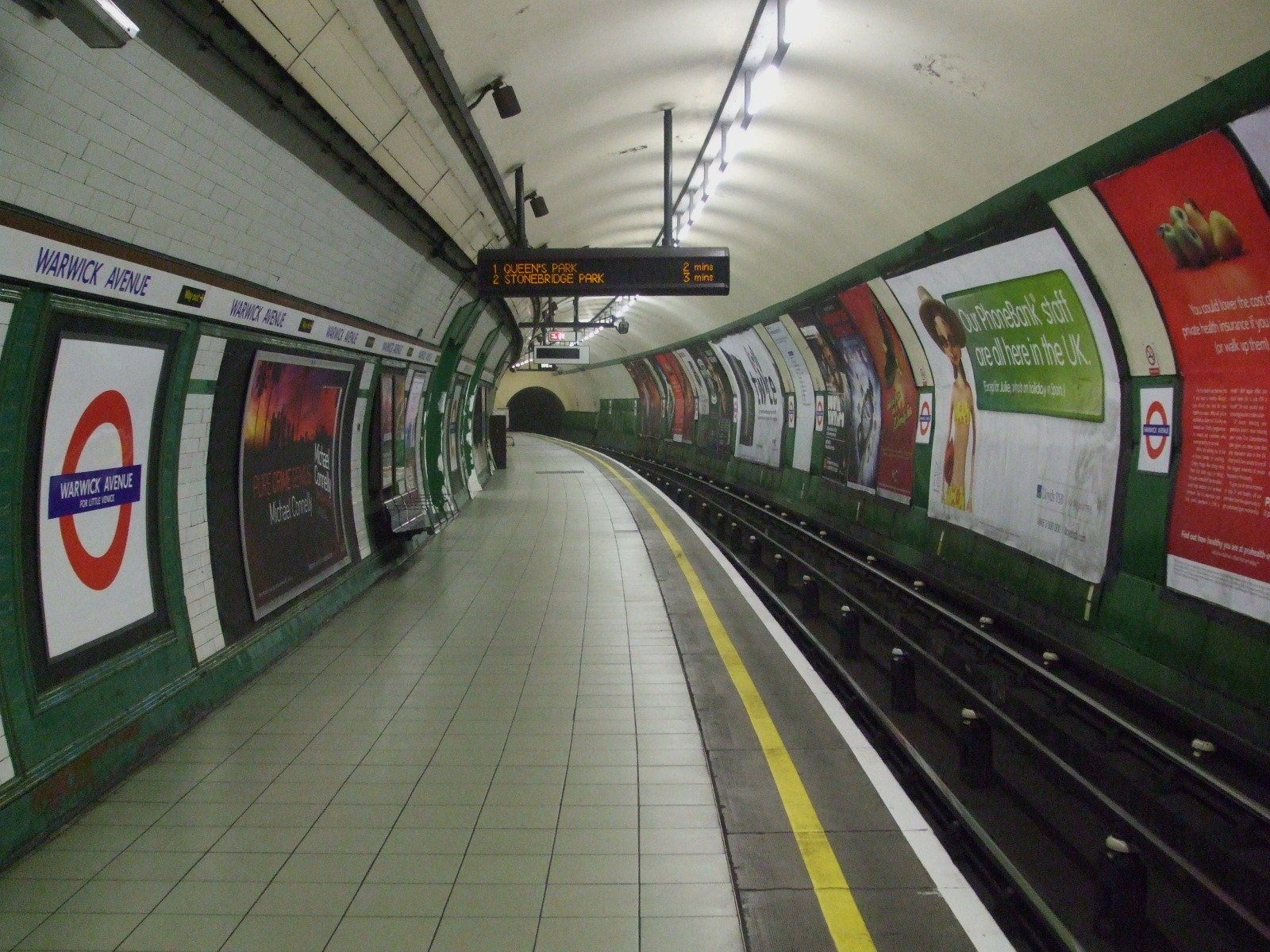
Платформа метростанції Ворик-авеню

51°31′24″ пн. ш. 0°11′02″ зх. д. / 51.523363° пн. ш. 0.183981° зх. д.
Ворик-авеню (англ. Warwick Avenue) — станція Лондонського метрополітену лінії Бейкерлоо, розташована у Вестмінстері, між станціями Паддінгтон та Меїда-Веїл, у 2-й тарифній зоні. В 2017 році пасажирообіг станції склав 4.27 млн осіб..
- 31 січня 1915 — відкриття станції.

## Пересадки
- на автобуси London Buses маршрутів 6, 46, 187, 414.